# Carlo Bonifazi
Carlo Bonifazi (Roma, 16 de novembro de 1992) é um jogador de vôlei de praia italiano.

## Carreira
Em 2015, esteve com Daniele Di Stefano e venceram o torneio qualificatório nacional para  etapa do circuito WEVZA em Roma, e neste finalizaram na décima sétima posição, venceram a vigésima etapa do circuito de inverno em Temerari, ficaram na segunda posição na etapa de Pegognana pelo Campeonato B2, no circuito italiano alcançaram a quinta posição em Cordenons, e em outubro de 2015 já competia ao lado de Fabrizio Manni.
Em 2016, volta a dupla com Daniele Di Stefano no circuito europeu em Senigallia e terminaram na nona posição. e com Fabrizio Manni estreou no circuito mundialde 2016, terminando na quadragésima primeira posição no Major Series de Klagenfurt. E com Daniele Di Stefano conquistou no circuito italiano em 2017 o quarto lugar na etapa de Vieste, campeões em Grosseto, a décima terceira posição na etapa em Cervia, em Mondello terminaram na quinta colocação, sétimo lugar na Copa Itália realizada em Caorlee o nono lugar em Casal Velino.
No ano de 2018, esteve com Fabrizio Manni  no circuito italiano, terminaram na terceira posição na marina de San Cataldo, depois, com Paolo Ingrosso conquistou o título em Bibione, retomou a dupla com Fabrizio Manni e obteve o título em Milão e Cervia, além das terceiras posições em Casal Velino, Caorle e Cervia.No ano seguinte, permaneceram juntos, quando no circuito nacional terminou em terceiro lugar na etapa de Milão, vice-campeões em Cesenatico, terceira posição em Cirò Marina, décimo terceiro lugar em  em Palinuro, quinto lugar no Finals em Caorle e o vice-campeonato na Copa Itália em Catania, ainda competiram no circuito mundial, alcançando o nono lugar no bairro Pinarella no torneio uma estrela de Cervia e o quadragésimo primeiro lugar no Finals FIVB de 2019 em Roma, e formou dupla com Dāvis Krūmiņš no torneio uma estrela em Doha, quando finalizaram na nona posição.

Em 2021, iniciou ao lado de  v, atua com Paolo Ficosecco no circuito italiano, terminando em quinto na etapa de Bellaria Igea Marina e o nono lugar em Caorle, e neste mesmo ano, formou dupla com Davide Benzi e finalizaram no quinto lugar no torneio uma estrela de Cervia e o vigésimo quinto lugar no torneio quatro estrelas em Itapema, ainda conquistaram no título no circuito WEVZA em Sausset-les-Pins. Juntos continuaram em 2022, obtendo no circuito italiano, os quintos lugares em Bellaria Igea Marina e Caorle, o segundo lugar em Termoli e o título em Catania; e no circuito mundial conquistaram a medalha de ouro no Future de Songkhla, quinto no Future de Rodes, trigésimo terceiro lugar no Mundial de Roma 2022, as medalhas de prata nos Futures de Giardini Naxos e Ciro Marina, vigésima primeira posição no Elite 16 de Hamburgo, décimos sétimos lugares no Elite 16 de Paris e no Challenge  do segundo evento em Dubai, a nona posição no Challenge das Maldivas, além de competirem juntos no Campeonato Europeu de 2022 em Munique e terminaram na vigésima quinta posição.
Em 2023,  confirmou a parceria ao lado de Davide Benzi  e finalizaram no vigésimo o quinto lugar no Campeonato Europeu de 2023 em Vienae conquistaram no circuito mundial, o título do Future em Lecce, a vigésima quinta posição no Challenge de Jūrmala e o quarto lugar no Future de Messina; e pelo circuito nacional, obtiveram o quinto lugar em Palinuro, campeões em Montesilvano, Cirò Marina e Bellaria Igea Marina, terceiro lugar em Catania e o vice-campeonato em Vasto. Ainda conquistaram juntos, a medalha de prata na II edição dos Jogos do Mediterrâneo de Praia de 2023 em Heraclião.

## Títulos e resultados
- Future de Lecce do Circuito Mundial de 2023
- Future de Songkhla do Circuito Mundial de 2022
- Future de Ciro Marina do Circuito Mundial de 2022
- Giardini Naxos do Circuito Mundial de 2022
- Future de Messina do Circuito Mundial de 2023